# Список підводних човнів Російської Федерації
Список підводних човнів Російської Федерації — перелік підводних човнів російського флоту, починаючи з тих човнів, що залишилися після розпаду Радянського Союзу та відповідно занепаду радянського ВМФ, будувалися та перебувають на озброєнні ВМФ РФ. Список представлений у хронологічному порядку, починаючи з травня 1992 року, з моменту створення Військово-морського флоту Російської Федерації.
Левова доля підводних човнів, що перебували та перебувають на озброєнні підводних сил ВМФ РФ були розроблені та побудовані ще за часи Радянського Союзу. Перші проєкти створення човнів четвертого покоління з'явилися тільки через десятиліття після розпаду держави. У березні 2014 року ЦКБ «Рубін» оголосило про плани ескізного проєктування підводних човнів 5-го покоління. З серпня 2016 року КБ «Малахіт» розпочало роботи над проєктом «Хаскі», атомного підводного човна п'ятого покоління.
За станом на 2022 рік до бойового складу ВМФ РФ входило 13 атомних підводних човнів з балістичними ракетами, 27 атомних підводних човнів із ракетно-торпедним озброєнням і 8 атомних підводних човнів спеціального призначення. За станом на 2025 рік на озброєнні ВМФ Росії перебувають підводні човни 13 проєктів.

## Підводні човни ВМФ Російської Федерації

### Дизельні підводні човни ВМФ Російської Федерації
| Тип                        | Зображення | Роки побудови  | Роки експлуатації | Кількість кораблів типу | ПЧ | Прим.                                                                              |
| -------------------------- | ---------- | -------------- | ----------------- | ----------------------- | --- | ---------------------------------------------------------------------------------- |
| Багатоцільові ПЧ           |            |                |                   |                         | |                                                                                    |
| проєкту 641                |            | 1957 — 1983    | 1958 — по т.ч.    | 48                      | Б-36, Б-116, Б-164, Б-105, Б-50, Б-55, Б-98, Б-101, Б-6, Б-15, Б-109, Б-107, Б-25, Б-21, Б-9, Б-28, Б-40, Б-29, Б-41, Б-46, Б-49, Б-39, Б-51, Б-397, Б-413, Б-416, Б-205, Б-213, Б-440, Б-409, Б-435, Б-427, Б-402, Б-401, Б-405, Б-456, Б-464, Б-470, Б-522, Б-311, Б-330, Б-533, Б-587, Б-588, Б-590, Б-309, Б-510, Б-586 | 17 ПЧ були продані на експорт ВМС Польщі, Індії, Лівії та Куби                     |
| проєкту 641Б «Сом»         |            | 1971 — 1982    | 1972 — 2016       | 18                      | Б-443, Б-474, Б-437 «Магнітогорський комсомолець», Б-498, Б-515, Б-519, Б-290, Б-303, Б-146 «Комсомолець Казахстану», Б-546, Б-30, Б-215, Б-396 «Новосибірський комсомолець», Б-307, Б-319 «Комсомолець Чувашії», Б-225, Б-312, Б-380 «Горьковський комсомолець» |                                                                                    |
| проєкту 877 «Палтус»       |            | 1980 — 2000    | 1972 — по т.ч.    | 43                      | Проєкт 877: Б-248, Б-260 «Чита», Б-227 «Виборг», Б-229, Б-404, Б-405, Б-470, Б-439, Б-445 «Святитель Миколай Чудотворець», Б-394 «Нурлат», Б-464 «Усть-Камчатськ», Б-494 «Усть-Більшерецьк», Б-187 «Комсомольськ-на-Амурі», Б-190 «Краснокаменськ», Б-345 «Могоча», Б-401 «Новосибірськ», Б-402 «Вологда», Б-808 «Ярославль», Б-800 «Калуга», Б-459 «Владикавказ», Б-471 «Магнітогорськ», Б-177 «Липецьк» Проєкт 877В: Б-871 «Алроса» Проєкт 877ЕКМ: Б-806 «Дмитров» |                                                                                    |
| проєкту 636.3 «Варшавянка» |            | 2010 — 2025    | 2014 — по т.ч.    | 12                      | Б-261 «Новоросійськ», Б-237 «Ростов-на-Дону», Б-262 «Старий Оскол», Б-265 «Краснодар», Б-268 «Великий Новгород», Б-271 «Колпіно», Б-274 «Петропавловськ-Камчатський», Б-603 «Волхов», Б-602 «Магадан», Б-588 «Уфа», Б-608 «Можайськ», Б-610 «Якутськ» | 4 додаткові плануються до виробництва                                              |
| проєкту 677                |            | 1997 — 2024    | 2010 — по т.ч.    | 3+2                     | Б-585 «Санкт-Петербург», Б-586 «Кронштадт», Б-587 «Великі Луки» | 2 готуються до виробництва                                                         |
| ПЧ з крилатими ракетами    |            |                |                   |                         | |                                                                                    |
| проєкту 651                |            | 1960 — 1968    | 1963 — 1994       | 8                       | K-24, K-68, K-77, K-67, K-78, K-203, K-304, K-318 |                                                                                    |
| Спеціальні ПЧ              |            |                |                   |                         | |                                                                                    |
| проєкту 690 «Кефаль»       |            | 1966 — 1970    | 1967 — 1997       | 2                       | С-256, С-310 | підводний човен-мішень                                                             |
| проєкту 940 «Льонок»       |            | 1974 — 1979    | 1976 — 2000       | 2                       | БС-486, БС-257 | човен для проведення підводних пошуково-рятувальних робіт                          |
| проєкту 1840               |            | 1977 — 1980    | 1980 — 1993       | 1                       | БС-555 | дизель-електричний експериментальний підводний човен-база глибоководних досліджень |
| проєкту 1710 «Макрель»     |            | 1985 — 1987    | 1987 — 2002       | 1                       | СС-533 | дизель-електричний дослідно-експериментальний підводний човен                      |
| проєкту 20120 «Сарган»     |            | 1980-ті — 2008 | 2008 — по т.ч.    | 1                       | Б-90 «Саров» | дизель-електричний експериментальний підводний човен                               |
| проєкту 907 «Тритон-1М»    |            | 1971 — 1980    | 1973 — 2000-ні    | ~30                     | В-482, В-483, B-526, B-529, В-550, B-532, B-537, B-544 тощо | надмалі підводні човни на озброєнні частин спеціального призначення ВМФ            |
| проєкту 865 «Піранья»      |            | 1984 — 1990    | 1988 — 1999       | 2                       | МС-520, МС-521 | надмалі підводні човни для проведення спеціальних операцій                         |

#### Атомні підводні човни ВМФ Російської Федерації
| Тип                                                   | Зображення | Роки побудови  | Роки експлуатації | Кількість кораблів типу | ПЧ | Прим. |
| ----------------------------------------------------- | ---------- | -------------- | ----------------- | ----------------------- | --- | --- |
| Підводні човни атомні торпедні (ПЧАТ)                 |            |                |                   |                         | | |
| проєкту 671РТ «Сьомга»                                |            | 1971 — 1978    | 1972 — 1996       | 7                       | К-387, К-371, К-495, К-513, К-467, К-488, К-517 | |
| проєкту 671РТМ(К) «Щука»                              |            | 1976 — 1984    | 1977 — по т.ч.    | 26                      | К-524 «60 років Шефства ВЛКСМ», К-507, К-247, К-255, К-324, К-502 «Волгоград», К-254, К-527, К-298, К-218, К-358 «Мурманський Комсомолець», К-299, К-244, К-292 «Перм», К-388 «Петрозаводськ», К-138 «Обнінськ», К-414 «Даниїл Московський», К-448 «Тамбов», К-492, К-412, К-251, К-305, К-355, К-360, К-242 «50 років Комсомольську-на-Амурі», К-264 | |
| проєкту 705, 705К «Ліра»                              |            | 1967 — 1977    | 1977 — 1996       | 1                       | К-123 | |
| проєкту 945 «Барракуда»                               |            | 1979 — 1987    | 1984 — по т.ч.    | 2                       | К-239 «Карп», К-276 «Краб» | |
| проєкту 945А «Кондор»                                 |            | 1985 — 1993    | 1991 — по т.ч.    | 2                       | Б-534 «Нижній Новгород», Б-336 «Псков» | |
| проєкту 945Б (945АБ) «Марс»                           |            | 1990 — 1993    | —                 | 1                       | К-123 «Марс» | недобудований, у листопаді 1993 року розібраний на стапелі при готовності 30 %                                                             |
| Підводні човни атомні з ракетами крилатими (ПЧАРК)    |            |                |                   |                         | | |
| проєкту 675                                           |            | 1961 — 1968    | 1963 — 1994       | 8                       | К-47, К-1, К-22 «Красногвардієць», К-35, К-131, К-57, К-56, К-94 | |
| проєкту 667AT «Груша»                                 |            | 1967 — 1970    | 1969 — 2002       | 3                       | К-423, К-253, К-395 | глибока модифікація ПЧ проєкту 667 «Навага», оснащених комплексом «Гранат» з 32 дозвуковими стратегічними крилатими ракетами С-10 «Гранат» |
| проєкту 670 «Скат»                                    |            | 1964 — 1972    | 1967 — 1994       | 2                       | К-302, К-201 | |
| проєкту 670M «Скат-М/Чайка»                           |            | 1972 — 1980    | 1973 — 1995       | 5                       | К-452 «Новгород Великий», К-479, К-503, К-508, К-209 | |
| проєкту 949 «Граніт»                                  |            | 1975 — 1983    | 1980 — 1996       | 2                       | К-525 «Архангельськ», К-206 «Мурманськ» | |
| проєкту 949А «Антей»                                  |            | 1975 — 1983    | 1980 — по т.ч.    | 12+2                    | К-148 «Краснодар», К-173 «Красноярськ», К-132 «Іркутськ», К-119 «Воронеж», К-119 «Воронеж», К-442 «Челябінськ», К-456 «Твер», К-266 «Орел», К-186 «Омськ», К-141 «Курськ», К-150 «Томськ», К-329 «Бєлгород», К-135 «Волгоград», К-160 «Барнаул» | К-329 «Бєлгород» модернизований за проєктом 09852, як носій безпілотних підводних апаратів типу «Посейдон»                                 |
| проєкту 971 «Щука-Б»                                  |            | 1983 — 2001    | 1984 — по т.ч.    | 15                      | К-284 «Акула», К-263 «Барнаул», К-322 «Кашалот», К-391 «Братськ», К-331 «Магадан», К-419 «Кузбас», К-295 «Самара», К-152 «Нерпа», К-480 «Ак Барс», К-317 «Пантера», К-461 «Волк», К-328 «Леопард», К-154 «Тигр», К-157 «Вепр», К-335 «Гепард» | |
| Підводні човни атомні з балістичними ракетами (ПЧАРБ) |            |                |                   |                         | | |
| проєкту 667А «Навага»                                 |            | 1964 — 1974    | 1967 — 2004       | 11                      | К-137, К-253, К-395, К-411 «Оренбург», К-420, К-423, К-403 «Казань», К-228, К-241, К-444, К-446 | |
| проєкту 667Б «Мурена»                                 |            | 1970 — 1977    | 1972 — 2004       | 17                      | К-447, К-450, К-385, К-457, К-465, К-460, К-472, К-475, К-171, К-366, К-417, К-477, К-497, К-500, К-512, К-523, К-530 | |
| проєкту 667БД «Мурена-М»                              |            | 1973 — 1975    | 1975 — 1996       | 4                       | К-182 «60 років Великого Жовтня», К-92, К-193, К-421 | |
| проєкту 667БДР «Кальмар»                              |            | 1974 — 1982    | 1976 — по т.ч.    | 14                      | К-424, К-441, К-449, К-455, К-490, К-487, К-496 «Борисоглєбськ», К-506 «Зеленоград», К-211 «Петропавловськ-Камчатський», К-223 «Подольськ», К-180, К-433 «Святий Георгій Побєдоносець», БС-136 «Оренбург», К-44 «Рязань» | |
| проєкту 667БДРМ «Дельфін»                             |            | 1981 — 1990    | 1984 — по т.ч.    | 7                       | К-51 «Верхотур'є», К-84 «Єкатеринбург», К-64 «Підмосков'я», К-114 «Тула», К-117 «Брянськ», К-18 «Карелія», К-407 «Новомосковськ» | |
| проєкту 941 «Акула»                                   |            | 1976 — 1989    | 1981 — по т.ч.    | 6                       | ТК-208 «Дмитрій Донськой», ТК-202, ТК-12 «Симбірськ», ТК-13, ТК-17 «Архангельськ», ТК-20 «Сєвєрсталь» | |
| Експериментальні атомні підводні човни                |            |                |                   |                         | | |
| проєкт 06704 «Чайка-Б»                                |            | 1972 — 1973    | 1973 — 1998       | 1                       | К-452 «Новгород Великий» | |
| проєкт 09774                                          |            | 1969 — 1970    | 1970 — 2004       | 1                       | К-411 «Оренбург» | |
| проєкт 667АК, 09780 «Аксон-2»                         |            | 1969 — 1970    | 1971 — 2004       | 1                       | К-403 «Казань» | колишній К-415, 1996 року модифікований за проєктом 09780 «Аксон-2»                                                                        |
| Багатоцільові АПЧ                                     |            |                |                   |                         | | |
| проєкту 885 «Ясень»                                   |            | 1993 — 2014    | 2014 — по т.ч.    | 9                       | К-560 «Сєверодвінськ», К-561 «Казань», К-573 «Новосибірськ», К-571 «Красноярськ», К-564 «Архангельськ», К-? «Перм», К-? «Ульяновськ», К-? «Воронеж», К-? «Владивосток» | |
| АПЧ спеціального призначення                          |            |                |                   |                         | | |
| проєкт 10831 «Лошарик»                                |            | 1988 — 2012    | 2012 — по т.ч.    | 1                       | АС-12 | атомна глибоководна станція |
| проєкту 1910 «Кашалот»                                |            | 1977 — 1991    | 1986 — по т.ч.    | 2                       | АС-13, АС-15 | |
| проєкту 09851                                         |            | 2014 — по т.ч. | будується         | 1                       | «Хабаровськ» | носій безпілотних підводних апаратів типу «Посейдон»                                                                                       |